# ラスティ
ラスティ（Rustie）は、スコットランド・グラスゴー出身のミュージシャンである。2010年に名門ワープ・レコーズより最初のEP『Sunburst』を、翌2011年には最初のフル・アルバム『Glass Swords』をリリース。
『Glass Swords』のシンセサウンド（スーパーソーと呼ばれるシンセ音をいくつも重ねて厚みを出した、煌びやかなコードサウンド）は、その後、2010年代にFuture Bassシーンの成立に大きな影響を与えたことで知られている。

## ディスコグラフィ

### アルバム
- Glass Swords (2011年)
- Green Language (2014年)
- EVENIFUDONTBELIEVE (2015年)

### EP
- Jagz The Smack (2007年)
- Bad Science (2009年)
- Sunburst (2010年)